# 堀内貴之
堀内 貴之（ほりうち たかゆき、1971年7月 - ）は、日本のラジオパーソナリティ。

## 人物
豊橋東高等学校、青山学院大学経営学部卒業後、『Fine』『Warp』『HYBRID』などの雑誌編集者を経て、2004年にTOKYO FM『SEVEN』にてラジオパーソナリティデビュー。
ロンドンに在住していたほか、アフリカをはじめ世界中の様々な国を放浪した経験を持つ。
ラジオドラマ『NISSAN あ、安部礼司〜BEYOND THE AVERAGE』の企画・原案を手掛け、番組をヒットさせる。現在は同番組の総合プロデューサー。

## 出演

### ラジオ
- SEVEN（2004年4月 - 2005年3月、TOKYO FM）
- Daily Planet（2007年4月 - 2008年12月、TOKYO FM）
- 扉-TO VILLA- Monday Radio Rover（2010年4月 - 2011年3月、JFN系35局ネット）
- シンクロのシティ（2010年10月 - 2019年9月26日、TOKYO FM）
- Listen! WONDERGROUND（2011年 - 2012年3月30日、東京メトロ & TOKYO FM）スマートフォンApp
- MID NITE ZINE～WANDERLUST～（2023年10月7日 - 、J-WAVE）※Sir SLow名義

## 受賞
- Daily Planet（エフエム東京） 第46回ギャラクシー賞上期入賞[3]
- シンクロのシティ（エフエム東京） 2011年日本民間放送連盟賞ラジオ生ワイド番組部門優秀賞[4]
- シンクロのシティ（エフエム東京） 2012年第50回ギャラクシー賞ラジオ部門奨励賞[5]
- シンクロのシティ（エフエム東京） 2018年第55回ギャラクシー賞ラジオ部門奨励賞[6]